# Romorantin-Lanthenay
Romorantin-Lanthenay è un comune francese di 17 807 abitanti situato nel dipartimento del Loir-et-Cher nella regione del Centro-Valle della Loira e della regione naturale della Sologne, della quale è il capoluogo riconosciuto.

## Storia
Sviluppata durante il Rinascimento, la città fu nel 1516 al centro di un progetto affidato a Leonardo da Vinci, di Luisa di Savoia, madre di Francesco I, per creare un nuovo dominio reale e una nuova capitale della Francia. Ma la morte di Leonardo da Vinci nel 1519 pose fine al progetto.

## Società

### Evoluzione demografica
Abitanti censiti

## Amministrazione

### Gemellaggi
- Long Eaton, dal 1961
- Langen, dal 1968
- Aranda de Duero, dal 2008